# 각력암

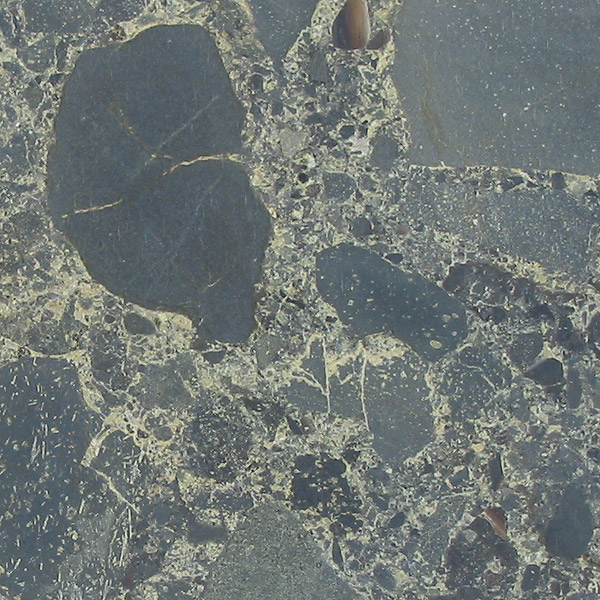
카나리아 제도의 현무암 각력암; 녹색 기질은 녹렴석으로 구성되어 있음

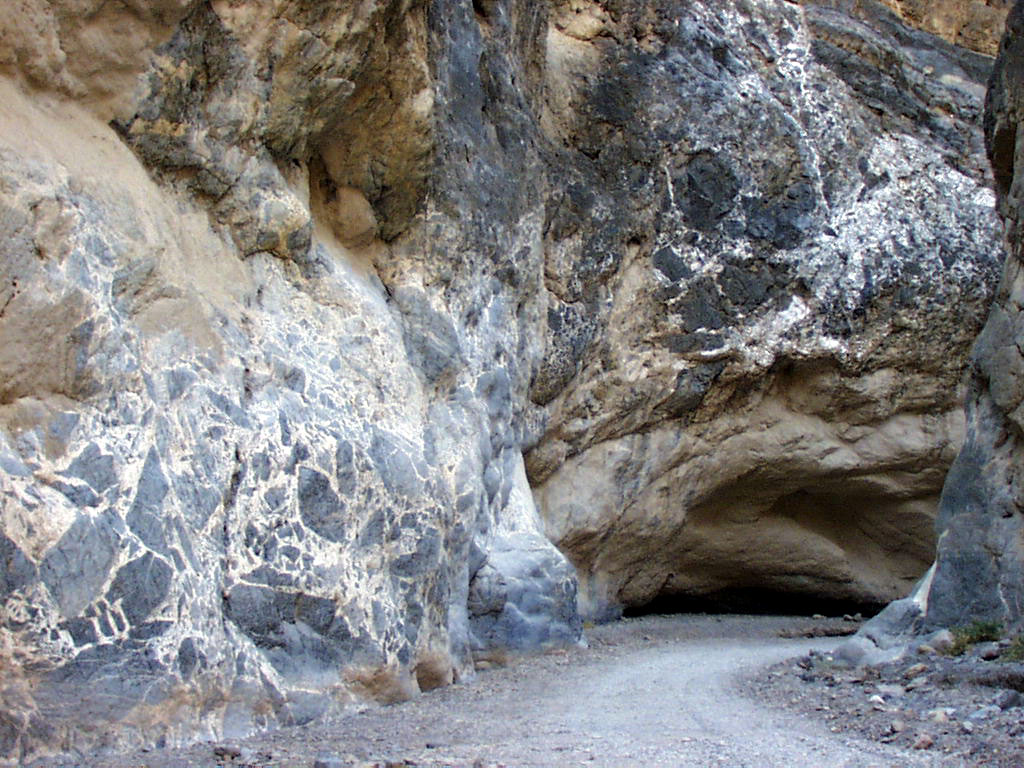
캘리포니아주 데스 밸리 국립공원 타이투스 캐년 내로우즈의 메가브레시아 (왼쪽)

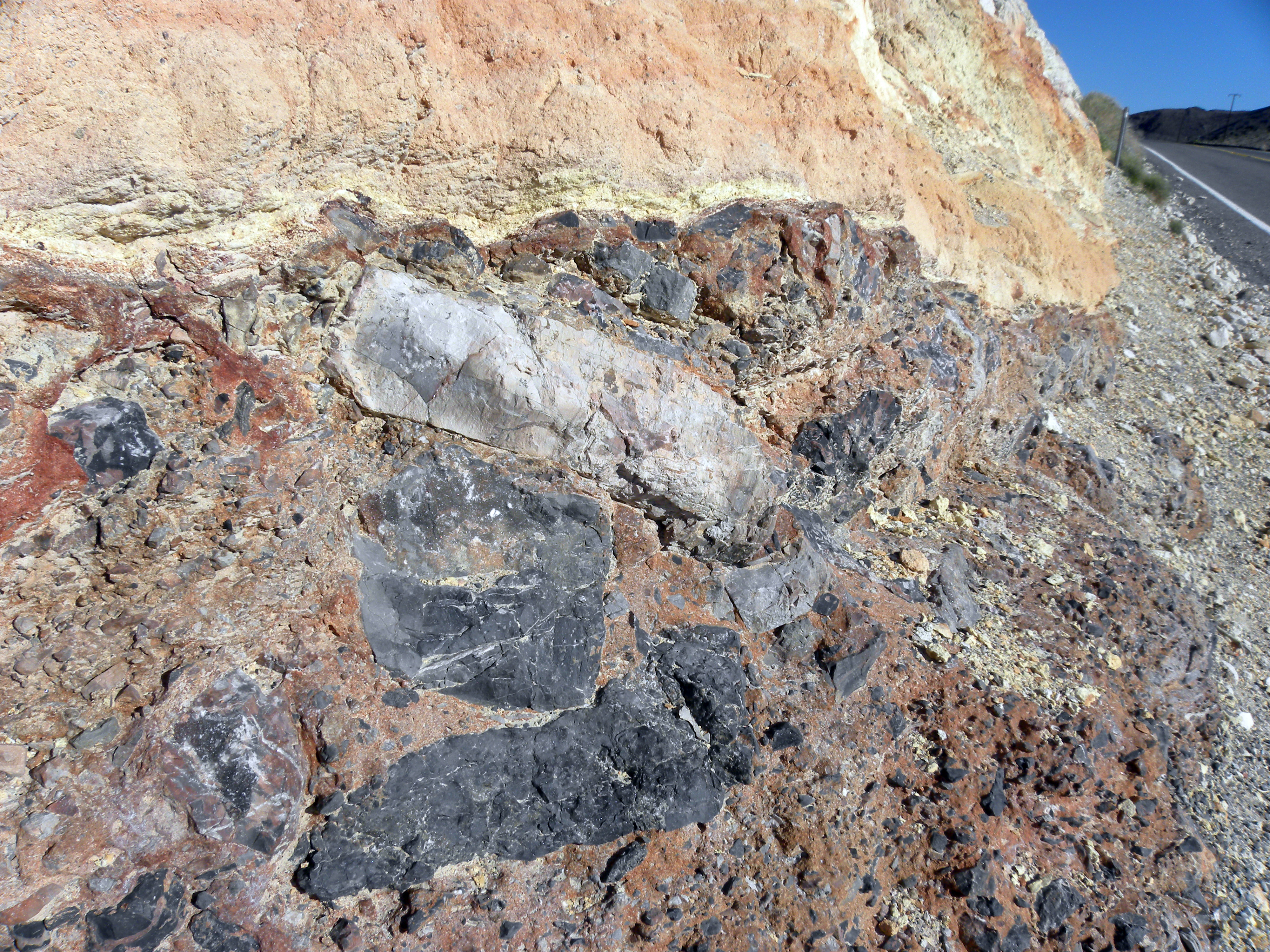
캘리포니아주 모하비 사막 레스팅 스프링스 패스의 신생대 각력암

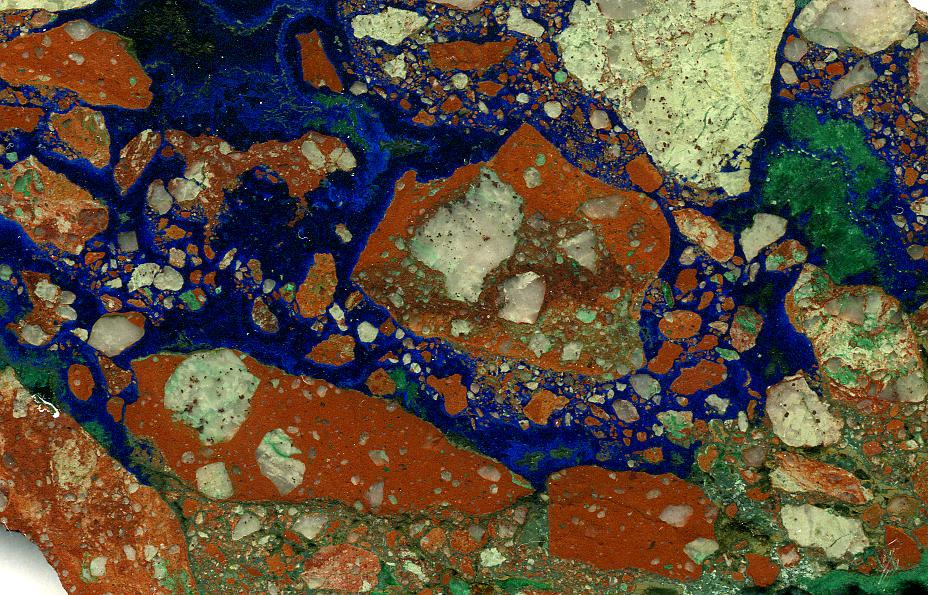
애리조나주 모렌시 광산의 남동석과 공작석으로 교결된 특이한 각력암

각력암(角礫岩, breccia)은 크고 각진 광물 또는 암석 조각들이 미립질 기질에 의해 교결되어 굳어진 암석이다. 영단어 breccia는 이탈리아어에서 유래했으며, "파편"을 의미한다. 각력암은 퇴적 각력암, 단층 또는 구조 각력암, 화성 각력암, 충돌 각력암, 열수 각력암 등 여러 유형이 있으며, 그 기원이 다양하다.
메가브레시아는 때때로 지름이 수 킬로미터에 달하는 매우 큰 암석 조각들로 구성된 각력암으로, 산사태, 충돌 사건, 또는 칼데라 붕괴로 형성될 수 있다.

## 유형
각력암은 거친 암석 조각들이 시멘트나 미립질 기질에 의해 결합되어 형성된다. 역암과 마찬가지로, 각력암도 최소 30%의 자갈 크기 입자(크기 2mm 초과 입자)를 포함하지만, 암석 조각들의 모서리가 마모되지 않고 날카롭다는 점에서 역암과 구별된다. 이는 자갈이 원천 지역에 매우 가깝게 퇴적되었음을 나타낸다. 그렇지 않았다면 운반 과정에서 모서리가 닳아 둥글어졌을 것이다. 암석 조각의 대부분의 둥글림은 운반 초기 수 킬로미터 내에서 일어나지만, 매우 단단한 암석의 자갈이 완전히 둥글어지려면 강물 운반으로 최대 300 킬로미터 (190 mi)가 걸릴 수도 있다.
메가브레시아는 최소 1미터에서 400미터 이상에 달하는 매우 큰 암석 조각을 포함하는 각력암이다. 어떤 경우에는 쇄설물이 너무 커서 암석의 각력암적 특성이 명확하지 않을 수 있다. 메가브레시아는 산사태, 충돌 사건, 또는 칼데라 붕괴로 형성될 수 있다.
각력암은 또한 형성 메커니즘에 따라 분류된다.

### 퇴적 각력암
퇴적 각력암은 퇴적 과정에 의해 형성된 각력암이다. 예를 들어, 절벽 기슭에 퇴적된 돌비알은 암석 조각들이 운반 과정에서 마모되지 않고 교결되어 탤러스 각력암을 형성할 수 있다.
두꺼운 퇴적 (붕적) 각력암은 일반적으로 지구 내 단층 비탈면에 인접하여 형성된다.
퇴적 각력암은 해저 퇴적류에 의해 형성될 수 있다. 혼탁류는 퇴적 각력암 흐름의 미립질 주변 퇴적물로 발생한다.
카르스트 지형에서는 돌리네나 동굴 발달 시 암석이 붕괴되어 붕괴 각력암이 형성될 수 있다. 붕괴 각력암은 또한 아래에 있는 증발암층의 용해로 인해 형성된다.

### 단층 각력암
단층 또는 구조 각력암은 두 단층 블록이 서로 미끄러져 지나갈 때 발생하는 연마 작용으로 인해 형성된다. 이 부서진 조각들은 나중에 지하수에 포함된 광물 물질에 의해 교결될 수 있다.

### 화성 각력암
화성 쇄설암은 두 가지 종류로 나눌 수 있다.
1. 용암과 화산쇄설암 유형 모두에서 화산 분출과 관련된 부서진 파편암;[17]
2. 일반적으로 플루톤이나 반암 스톡과 관련된 관입 과정에 의해 생성된 부서진 파편암.[18][19]

#### 화산 각력암
화산쇄설암은 폭발적인 용암 분출과 분출 기둥에 포함된 모든 암석에 의해 형성된다. 여기에는 마그마 도관 벽에서 떨어져 나오거나 뒤따르는 화산쇄설류에 의해 물리적으로 집어 들린 암석이 포함될 수 있다. 용암, 특히 유문암과 데이사이트 흐름은 자가각력화라는 과정에 의해 쇄설성 화산암을 형성하는 경향이 있다. 이는 두껍고 거의 고체 상태인 용암이 블록으로 부서지고 이 블록들이 다시 용암 흐름에 재통합되어 남은 액체 마그마와 섞일 때 발생한다. 그 결과로 생성되는 각력암은 암석 유형과 화학적 조성에서 균일하다.
칼데라 붕괴는 메가브레시아의 형성을 초래하며, 이는 때때로 칼데라 바닥의 노두로 오인되기도 한다. 이들은 대신 칼데라 형성 이전 암석의 블록이며, 종종 불안정한 칼데라의 가파른 가장자리에서 온다. 이들은 쇄설물이 1미터 미만이며 칼데라 바닥에 층을 형성하는 메조브레시아와 구별된다. 칼데라 메가브레시아의 일부 쇄설물은 길이가 1킬로미터 이상일 수 있다.
폭발적인 화산의 화산 도관 내에서 화산 각력암 환경은 관입 각력암 환경으로 이어진다. 그곳에서 솟아오르는 용암은 정지 기간 동안 굳어지는 경향이 있으며, 이후의 분출로 인해 산산조각 난다. 이는 이질성 화산 각력암을 생성한다.

#### 관입 각력암
쇄설암은 또한 반암 스톡, 화강암, 킴벌라이트 파이프와 같은 얕은 준화산암 관입암에서 흔히 발견되며, 이들은 화산 각력암과 점이적이다. 관입암은 여러 단계의 관입, 특히 신선한 마그마가 부분적으로 굳거나 고체화된 마그마에 관입될 때 각력암 형태로 나타날 수 있다. 이는 많은 화강암 관입에서 나중에 형성된 애플라이트 광맥이 화강암 덩어리의 초기 단계들을 관통하여 후기 단계의 망상 광맥을 형성하는 경우에서 볼 수 있다. 특히 강렬할 경우, 암석은 혼란스러운 각력암으로 나타날 수 있다.
고철질 및 초고철질 관입암 내에서도 쇄설암이 발견되며, 이는 여러 과정을 통해 형성된다.
- 모암과의 용융 혼합 및 흡수: 모암이 연화되고 더 뜨거운 초고철질 관입암에 의해 점차적으로 침입될 때 (택시트 조직 생성);[28]
- 마그마 챔버 지붕에서 떨어져 내려온 암석의 축적, 무질서한 잔해 형성;[29]
- 신선한 마그마 주입에 의한 부분적으로 고결된 누적암의 자가각력화;[30]
- 공급 도관이나 분출 도관 내 포획암의 축적, 다이아트렘 각력암 파이프 형성.[31]

### 충돌 각력암

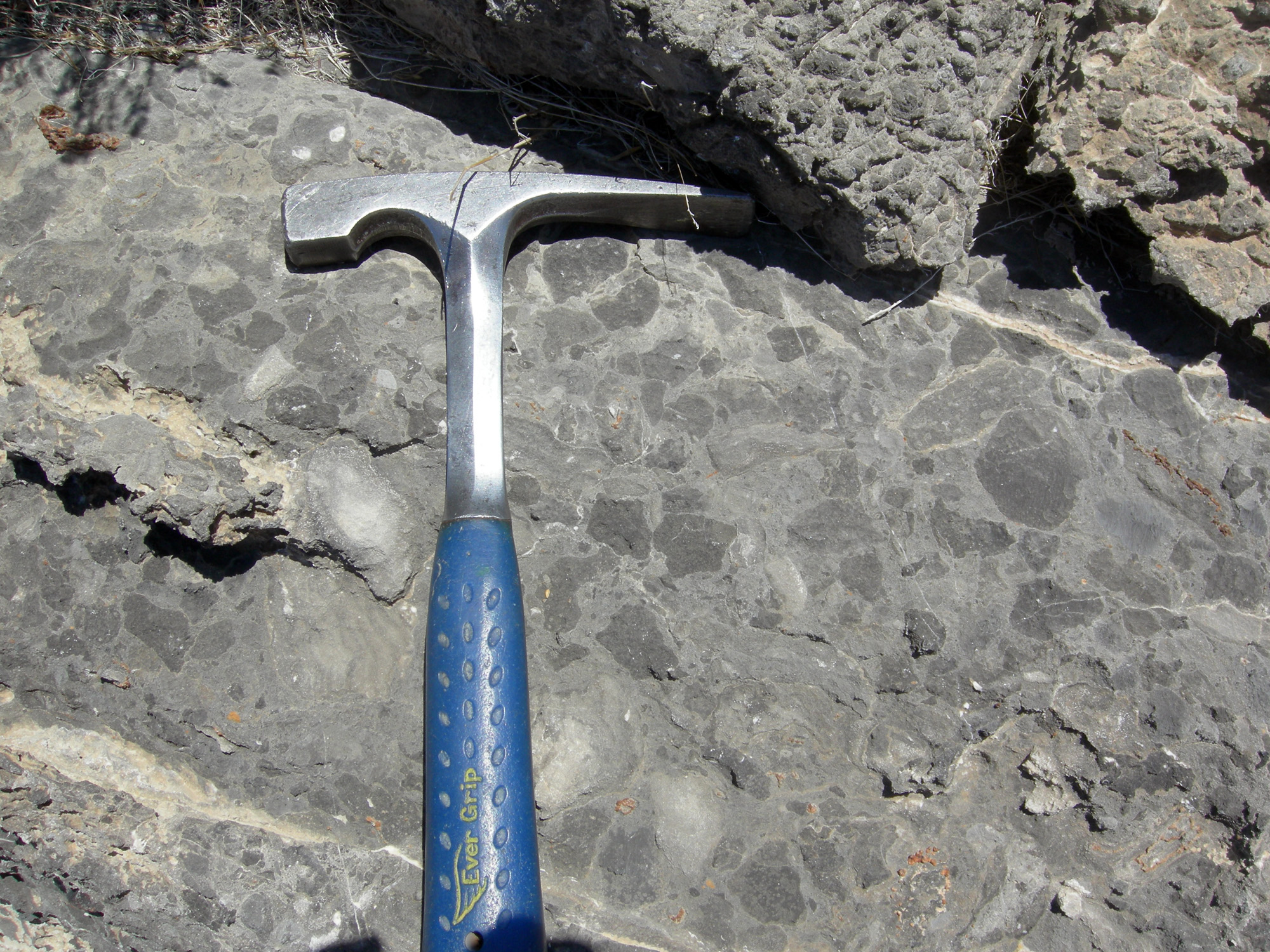
네바다주 파라나가트 산맥 핸콕 서밋 근처의 알라모 볼라이드 충돌 각력암 (후기 데본기, 프라스니안)

충돌 각력암은 소행성이나 혜성이 지구에 충돌하는 것과 같은 충돌 사건의 진단적 증거로 여겨지며, 일반적으로 충돌구에서 발견된다. 충돌 각력암은 충돌암의 한 종류로, 거대한 운석이나 혜성이 지구 또는 다른 암석 행성이나 소행성과 충돌하여 충돌구를 형성하는 과정에서 생성된다. 이러한 유형의 각력암은 충돌구 바닥이나 그 아래, 테두리, 또는 충돌구 밖으로 배출된 분출물에서 발견될 수 있다.
충돌 각력암은 알려진 충돌구 안이나 주변에서 발견되거나, 섀터콘, 충돌 유리, 충격 변형 광물과 같은 다른 충돌구 형성 산물과의 연관성, 그리고 외계 물질(예: 이리듐 및 오스뮴 변칙)로 인한 오염의 화학적 및 동위 원소적 증거로 식별할 수 있다. 충돌 각력암의 한 예는 노이그룬트 충돌에서 형성된 노이그룬트 각력암이다.

### 열수 각력암

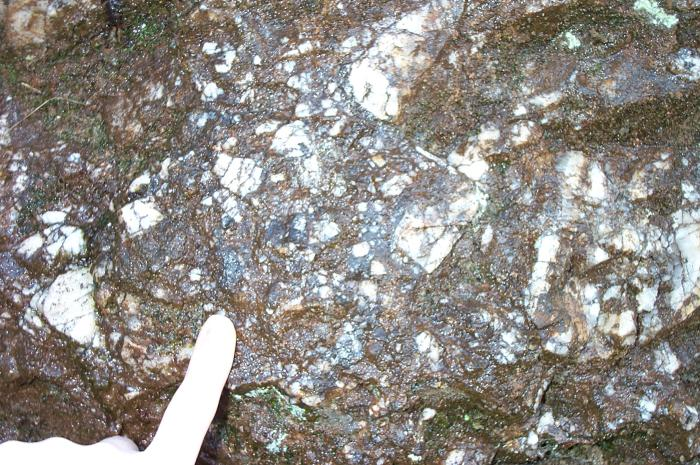
아일랜드 블레싱턴 근처 클로글레어 철광산의 열수 각력암. 주로 석영과 망가니즈 산화물로 구성되어 있으며, 약 1200만 년 전 지진 활동의 결과이다.

열수 각력암은 일반적으로 150~350 °C의 얕은 지각 수준(<1km)에서 형성되는데, 지진이나 화산 활동으로 인해 지하 깊은 곳의 단층을 따라 빈 공간이 생길 때 발생한다. 이 빈 공간은 뜨거운 물을 끌어들이고, 공동 내 압력이 떨어지면 물이 격렬하게 끓는다. 또한, 갑작스러운 공동 개방은 단층 측면의 암석을 불안정하게 만들고 안쪽으로 함몰시키며, 부서진 암석은 암석, 증기, 끓는 물이 뒤섞인 혼합물 속에 휩쓸려 들어간다. 암석 조각들은 서로와 공동 측면과 충돌하면서 각진 조각들이 더욱 둥글어진다. 끓는 과정이 계속되면서 이산화 탄소를 비롯한 휘발성 가스들이 증기 상으로 빠져나간다. 그 결과, 유체의 화학적 조성이 변하고 광석 광물들이 급격히 침전된다. 각력암을 숙주로 하는 광상은 상당히 흔하다.

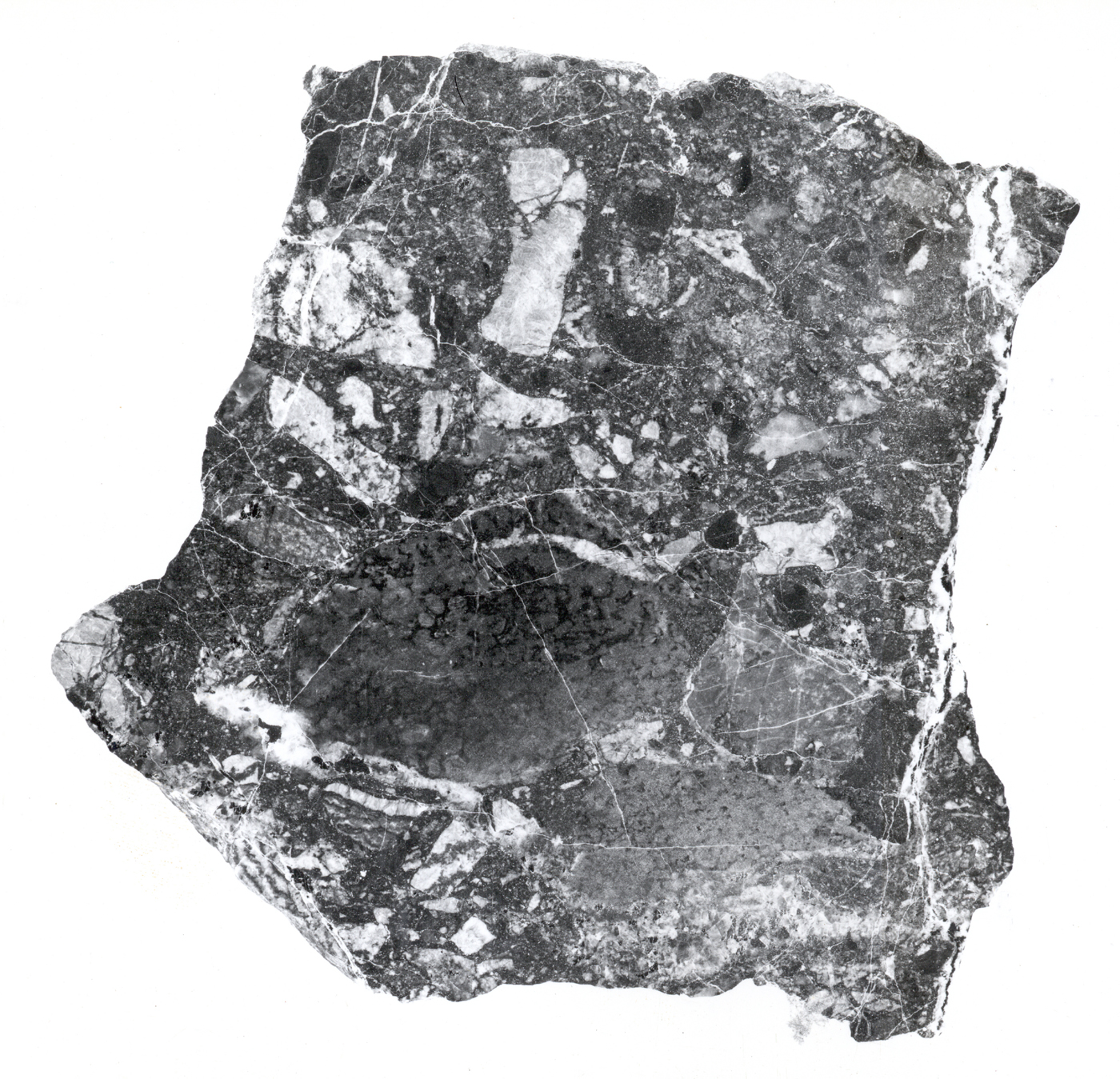
규화되고 광화된 각력암. 밝은 회색은 주로 약간의 반투명 석영이 섞인 고회암이다. 어두운 회색은 재스퍼로이드와 광석 광물이다. 표본의 아래쪽 가장자리를 따라 있는 세맥에는 탄산염 내에 섬아연석이 포함되어 있다. 워싱턴주 펜드오레군 펜드오레 광산

광상과 관련된 각력암의 형태는 판상 엽상 광맥 및 과압 퇴적층과 관련된 쇄설성 암맥부터 대규모 관입 다이아트렘 각력암(각력암 파이프), 심지어 퇴적 분지 내 공극 유체의 과압에 의해서만 형성된 일부 동시퇴적 다이아트렘까지 다양하다. 열수 각력암은 일반적으로 고압의 열수 유체에 의한 수리 균열로 암석이 파쇄되어 형성된다. 이들은 천열수 광상 환경의 전형적인 특징이며, 스카른, 그라이젠 및 반암 관련 광물화와 같은 관입 관련 광상과 밀접하게 연관되어 있다. 천열수 광상은 구리, 은, 금을 채굴한다.
중열수 환경에서는 훨씬 더 깊은 곳에서 정암압 하의 유체가 조산 운동과 관련된 지진 활동 중에 방출될 수 있다. 압력 유체는 더 낮은 정수압 하의 얕은 지각 수준으로 상승한다. 이동 중에 고압 유체는 수리 균열에 의해 암석을 파쇄하여 각진 원위치 각력암을 형성한다. 형성 과정이 짧기 때문에 중열수 환경에서는 암석 조각의 둥글림이 덜 흔하다. 끓음이 발생하면 메테인과 황화 수소가 증기 상으로 소실될 수 있으며, 광석이 침전될 수 있다. 중열수 광상은 종종 금을 채굴한다.

## 장식 용도

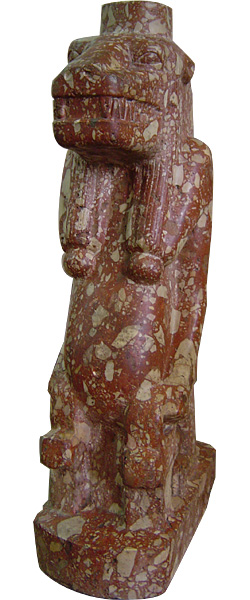
고대 이집트 여신 타와레트의 각력암 조각상

수천 년 동안 각력암의 눈에 띄는 시각적 모습은 각력암을 인기 있는 조각 및 건축 재료로 만들었다. 각력암은 기원전 약 1800년에 크레타의 미노스 문명 크노소스 궁전에서 기둥 받침으로 사용되었다. 각력암은 고대 이집트인들에 의해 제한된 규모로 사용되었으며; 가장 잘 알려진 예 중 하나는 대영 박물관의 여신 타와레트 상이다. 각력암은 고대 로마인들에게 특히 귀한 돌로 여겨졌으며 종종 저명한 공공 건물에 사용되었다. 많은 종류의 대리암은 각력화되어 있으며, 예를 들어 브레시아 오니치아타가 있다.

## 같이 보기
- Crackle breccia
- Dallasite
- 충돌구
- 열수 순환
- 광맥
- 킴벌라이트
- 레골리스

## 더 읽어보기
- Sibson, R.H. (1987). 《Earthquake rupturing as a mineralizing agent in hydrothermal systems》. 《Geology》 15. 701–704쪽. Bibcode:1987Geo....15..701S. doi:10.1130/0091-7613(1987)15<701:ERAAMA>2.0.CO;2. ISSN 0091-7613.

- Sibson, R.H. (2000). 《Fluid involvement in normal faulting》. 《Journal of Geodynamics》 29. 469–499쪽. Bibcode:2000JGeo...29..469S. doi:10.1016/S0264-3707(99)00042-3.

틀:Rock type